# Moltzow
Moltzow település Németországban, Mecklenburg-Elő-Pomeránia tartományban. Lakosainak száma 906 fő (2023. december 31.).

## Népesség
A település népességének változása:
| Lakosok száma | 916  | 915  | 889  | 906  | 906  |
|               | 2017 | 2019 | 2021 | 2022 | 2023 |